# Thư viện Quốc gia Việt Nam
Thư viện Quốc gia Việt Nam (tên giao dịch quốc tế: National Library of Vietnam - NLV) là thư viện cấp quốc gia và là thư viện trung tâm của cả nước, trực thuộc Bộ Văn hóa, Thể thao và Du lịch Việt Nam.
Địa chỉ: Số 31 phố Tràng Thi, phường Hàng Trống, quận Hoàn Kiếm, thành phố Hà Nội

## Lịch sử
Năm 1917, Toàn quyền Đông Dương, chấp nhận kế hoạch của P. Boudet, đã ban hành nghị định ngày 29 tháng 11 năm 1917 thành lập Thư viện Trung ương cho Liên bang Đông Dương. Kế hoạch này được chấp nhận với mục đích củng cố sự thống trị, truyền bá văn hoá Pháp và văn hóa phương Tây, cũng như đưa công tác phát triển văn thư lưu trữ, thư viện của Pháp vào nề nếp ở Đông Dương. Đây chính là văn bản hành chính đầu tiên khi đó và là dấu mốc cho sự ra đời của Thư viện Quốc gia Việt Nam hôm nay. Sau hai năm xây dựng, ngày 1 tháng 9 năm 1919 thư viện đã chính thức mở cửa.
Những ngày đầu tiên, Thư viện có tên gọi là Thư viện Trung ương Đông Dương hay còn gọi là Thư viện Trung ương trực thuộc Nha Lưu trữ hay Thư viện Đông Dương.
Đến năm 1935, theo nghị định ngày 28 tháng 2 năm 1935 Thư viện được đổi tên thành Thư viện Pierre Pasquier (một người Pháp có nhiều đóng góp cho Thư viện).
Sau Cách mạng tháng Tám, theo nghị định ngày 20 tháng 10 năm 1945 Thư viện được đổi tên thành Quốc gia Thư viện (Thư viện toàn quốc). Sau đó Nha Lưu trữ công văn và Thư viện toàn quốc được sáp nhập vào Nha Giám đốc Đại học vụ và được đổi tên thành Sở Lưu trữ công văn và Thư viện toàn quốc.
Năm 1947, Pháp chiếm lại Hà Nội, theo nghị định ngày 25 tháng 7 năm 1947 Nha Lưu trữ và Thư viện Đông Dương tái thành lập, thư viện mang tên là Thư viện Trung ương ở Hà Nội.
Năm 1953, theo hiệp nghị Việt Pháp ngày 9 năm 7 tháng 1953, Thư viện Trung ương Hà Nội được sáp nhập vào Viện Đại học Hà Nội và đổi tên là Tổng Thư viện Hà Nội.
Ngày 10 tháng 10 năm 1954, Nhà nước Việt Nam Dân chủ Cộng hoà tiếp quản Hà Nội, đồng thời tiếp quản Tổng Thư viện. Trên văn bản thư viện mang tên Thư viện Trung ương Hà Nội.
Ngày 21 tháng 11 năm 1958, Thư viện được chính thức mang tên Thư viện Quốc gia theo quyết định của Bộ trưởng Bộ Văn hóa.

## Chức năng, nhiệm vụ

### Chức năng, nhiệm vụ
Chức năng, nhiệm vụ của Thư viện Quốc gia Việt Nam được quy định tại Điều 4 Lưu trữ ngày 9 tháng 10 năm 2020 tại Wayback Machine và Điều 10, Luật Thư viện (Số: 46/2019/QH14, ngày 21 tháng 11 năm 2019) như sau:
Điều 10. Thư viện Quốc gia Việt Nam

1. Thư viện Quốc gia Việt Nam là thư viện trung tâm của cả nước.

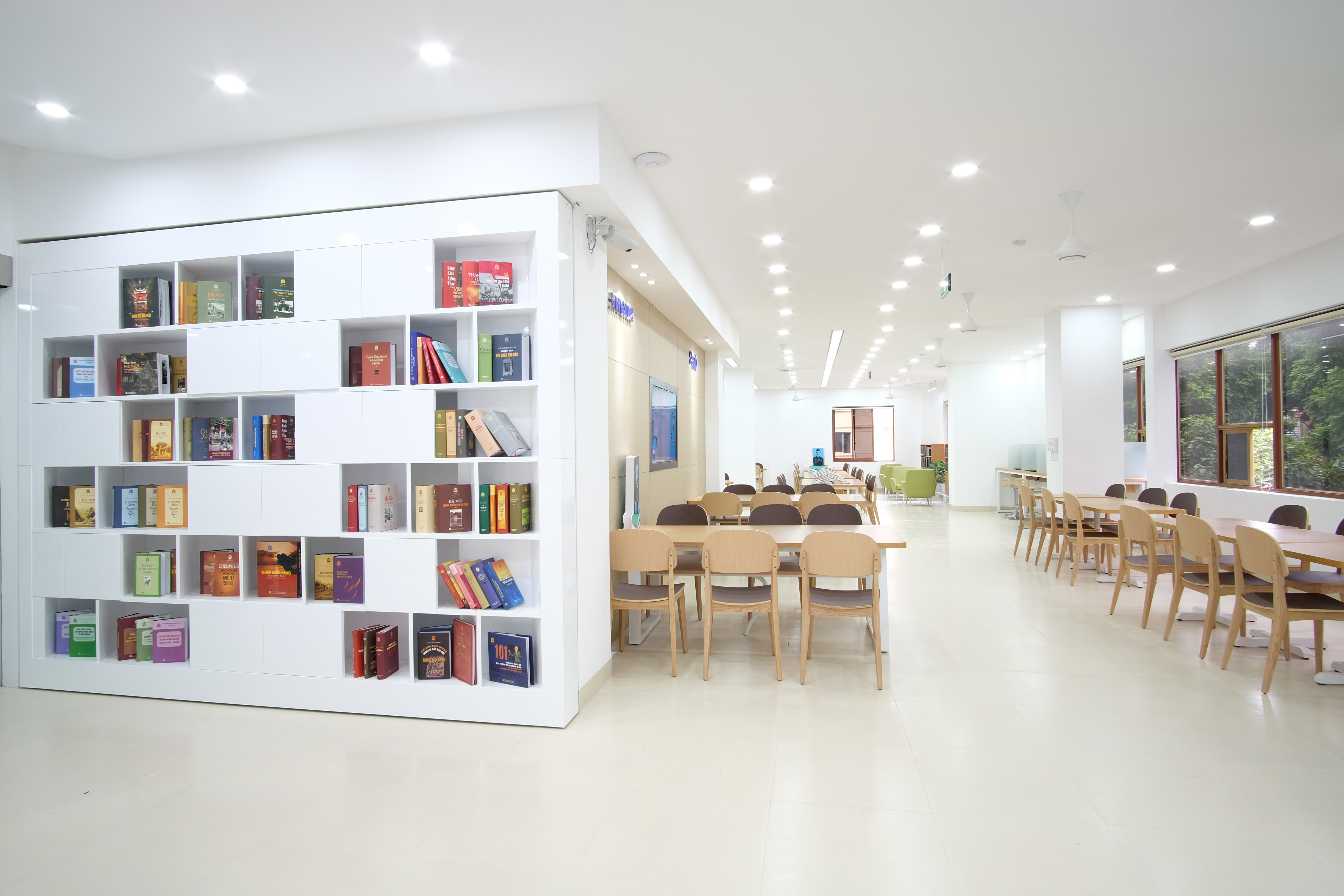
Không gian chia sẻ S-hub khu vực Hà Nội, tại Tầng 2, nhà D, Thư viện Quốc gia Việt nam

2. Thư viện Quốc gia Việt Nam thực hiện chức năng, nhiệm vụ quy định tại Điều 4 Lưu trữ ngày 9 tháng 10 năm 2020 tại Wayback Machine của Luật này và các chức năng, nhiệm vụ sau đây:
a) Tiếp nhận, bảo quản, lưu giữ vĩnh viễn xuất bản phẩm, ấn phẩm báo chí được xuất bản tại Việt Nam theo quy định của pháp luật; luận án tiến sĩ của công dân Việt Nam bảo vệ ở trong nước và nước ngoài; luận án tiến sĩ của người nước ngoài bảo vệ tại Việt Nam;
b) Bổ sung và phổ biến tài liệu về Việt Nam, tài liệu tiêu biểu của nước ngoài;
c) Xây dựng hệ thống thông tin thư mục quốc gia; chủ trì, phối hợp với thư viện của các Bộ, ngành và thư viện khác trong nước xây dựng Tổng mục lục Việt Nam; công bố, chia sẻ thông tin thư mục quốc gia, tài nguyên thông tin số cho thư viện có nhu cầu, trừ tài nguyên thông tin hạn chế sử dụng theo quy định của Luật này và pháp luật về bảo vệ bí mật nhà nước, tiếp cận thông tin, lưu trữ;
d) Nghiên cứu khoa học thông tin thư viện;
đ) Thực hiện biên mục tập trung; chủ trì, phối hợp với các thư viện xây dựng và phát triển cơ sở dữ liệu toàn văn, thư viện số;

e) Hợp tác, trao đổi tài nguyên thông tin với thư viện trong nước và nước ngoài; tham gia diễn đàn, tổ chức xã hội - nghề nghiệp về thư viện theo quy định của pháp luật;

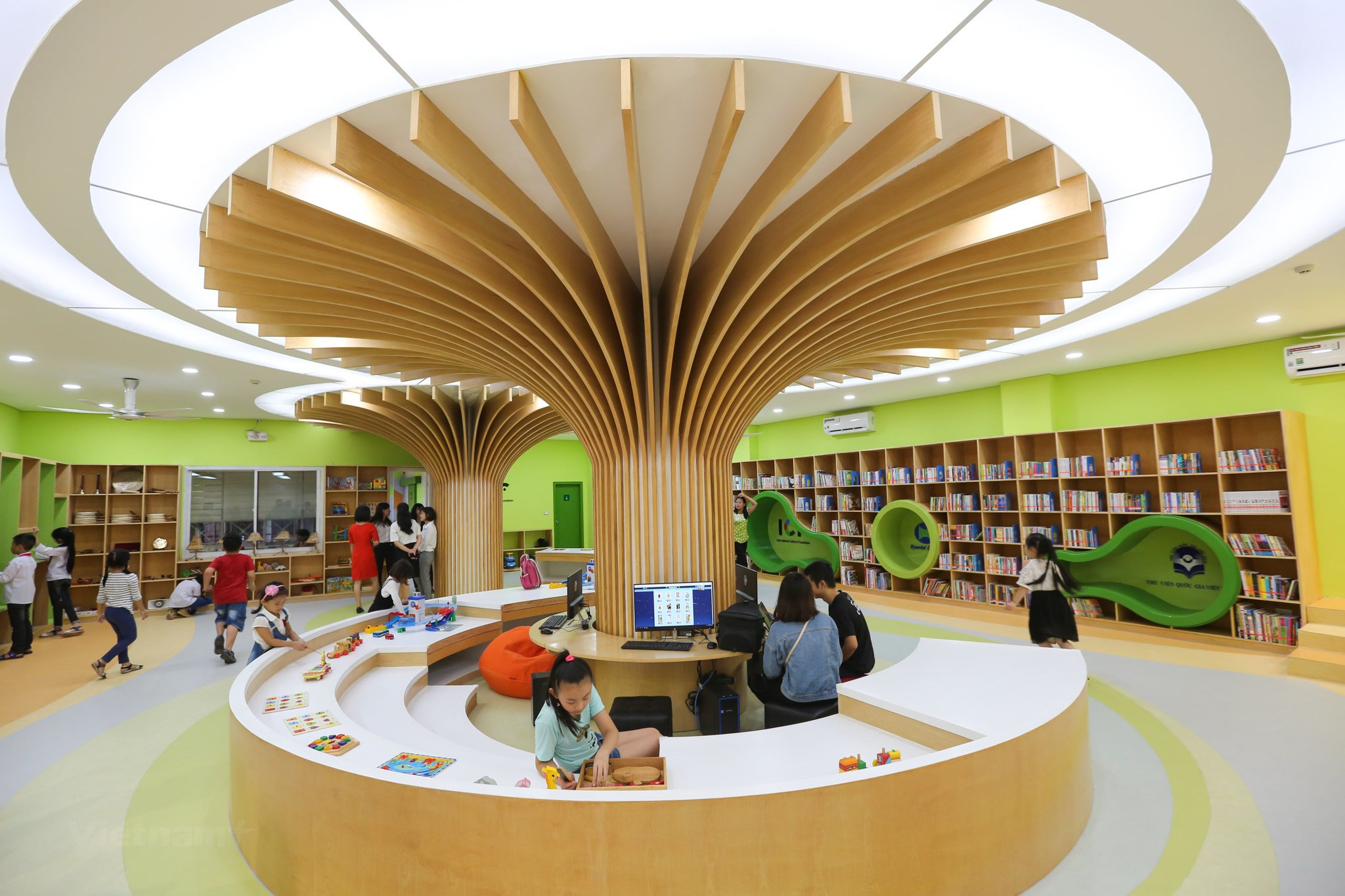
Thư viện Văn hóa Thiếu nhi tại Thư viện Quốc gia Việt Nam

g) Hướng dẫn chuyên môn, nghiệp vụ cho các thư viện trong cả nước theo phân công và thực hiện nhiệm vụ khác do Bộ trưởng Bộ Văn hóa, Thể thao và Du lịch giao.

### Cơ cấu tổ chức
Cơ cấu tổ chức của Thư viện Quốc gia Việt Nam hiện bao gồm Giám đốc, các Phó giám đốc và 09 phòng chức năng:
1. Phòng Hành chính, Tổng hợp;
2. Phòng Lưu chiểu;
3. Phòng Bổ sung, Trao đổi;
4. Phòng Phân loại, Biên mục;
5. Phòng Đọc
6. Phòng Thông tin tư liệu;Phòng Đọc cho các nhà Nghiên cứu và Doanh nhân tại Tầng 3, nhà D

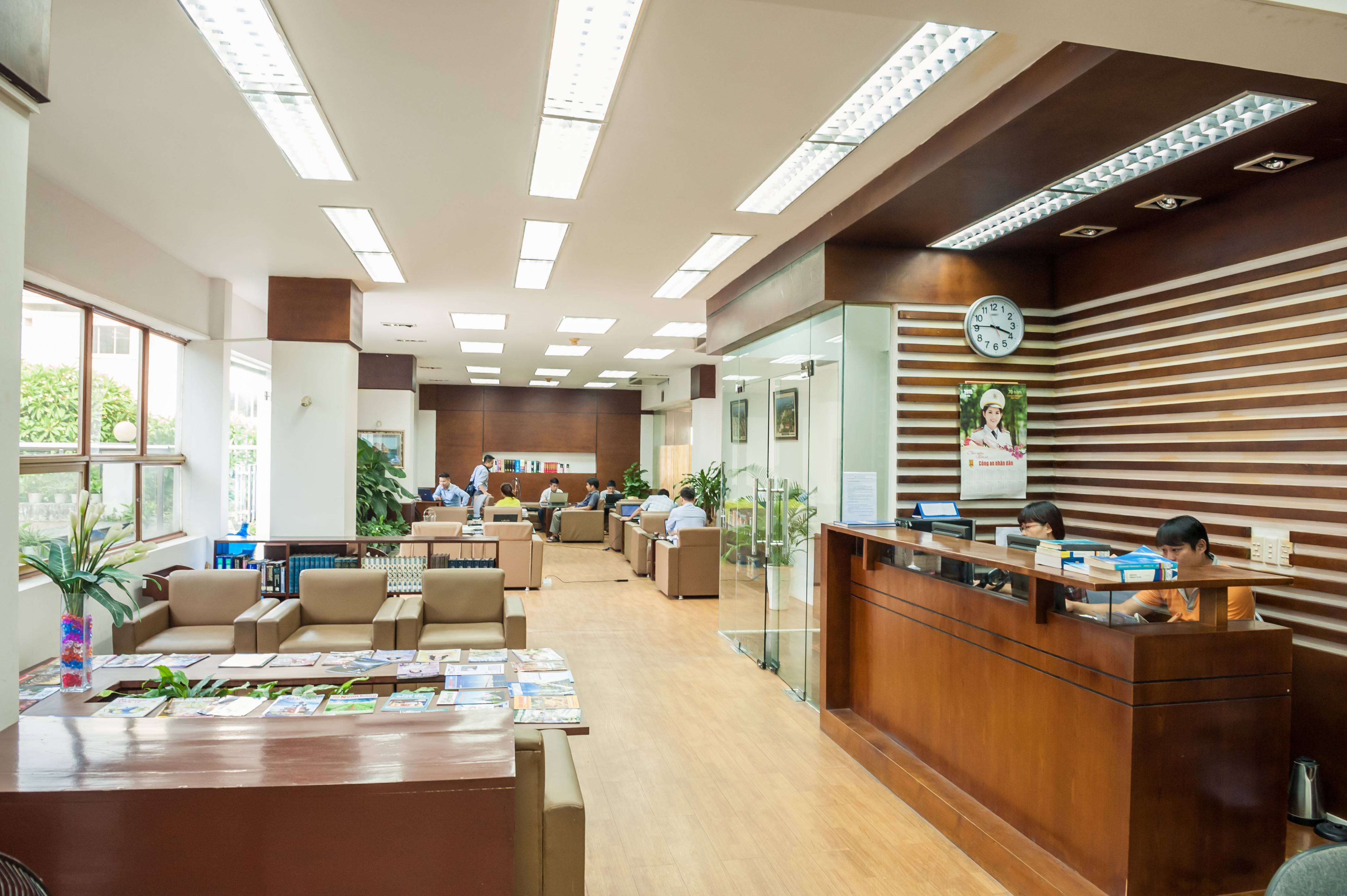
Phòng Đọc cho các nhà Nghiên cứu và Doanh nhân tại Tầng 3, nhà D

7. Phòng Nghiên cứu khoa học và Hướng dẫn nghiệp vụ;
8. Phòng Tin học;
9. Phòng Bảo quản tài liệu;

Tham khảo Luật thư viện 2019, [xem tại đây]

## Giám đốc thư viện qua các thời kỳ

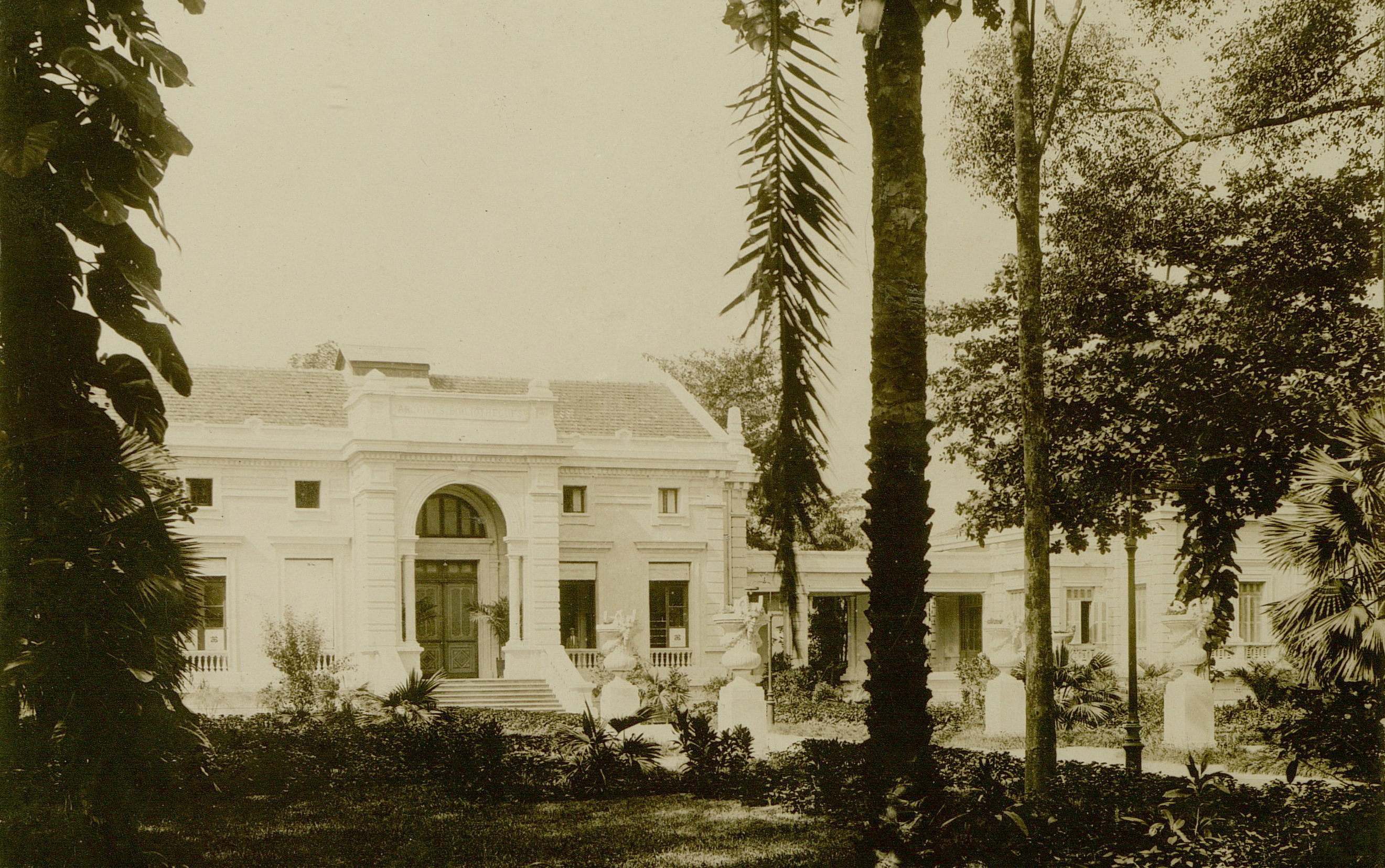
Thư viện Quốc gia Việt Nam - ảnh tư liệu

1. Thư viện Quốc gia Việt Nam - ảnh tư liệuPaul Boudet (1888 - 1948), tốt nghiệp trường École Nationale des Chartes, Giám đốc Thư viện Trung ương Đông Dương từ 1917 đến 3/1945 và từ 1947 đến 1948.[3]
2. S. Kudo (?) (Người Nhật), Giám đốc Thư viện Trung ương Đông Dương từ 4/1945 đến 8/1945.
3. Ngô Đình Nhu (1912 - 1963), tốt nghiệp trường École Nationale des Chartes, Giám đốc Thư viện Trung ương ở Hà Nội từ 1945 đến 11/1946.[6]
4. Trần Văn Kha (?), Q. Giám đốc Quốc gia Thư viện.[cần dẫn nguồn]
5. Ferréol de Ferry (?), tốt nghiệp trường École Nationale des Chartes, Giám đốc Thư viện Trung ương ở Hà Nội từ 1948 đến 1953.
6. Simon de Saint-Exupéry (1898 - 1978), tốt nghiệp trường École Nationale des Chartes, Giám đốc Tổng Thư viện Hà Nội từ 1953 đến 1954.
7. Từ Lâm (?), Giám đốc Thư viện Trung ương thuộc Vụ Văn hoá đại chúng từ 1954 đến 1958.
8. Nguyễn Văn Xước (1907 - 1989), Giám đốc Thư viện Quốc gia Việt Nam từ 1958 đến 1974.
9. Đỗ Trọng Thi (1917 - 1995), Giám đốc Thư viện Quốc gia Việt Nam từ 1974 đến 1979.
10. Phạm Đình Giễm (1922), Giám đốc Thư viện Quốc gia Việt Nam từ 1979 đến 1983.
11. Nguyễn Thế Đức (1936-), Tiến sĩ Thư viện học, Giám đốc Thư viện Quốc gia Việt Nam từ 1983 đến 1998.
12. Trần Anh Dũng (1949 - 2015), Tốt nghiệp trường Đại học Văn hoá Hà Nội. Quyền Giám đốc Thư viện Quốc gia Việt Nam từ 1999 đến 6/2000.
13. Phạm Thế Khang (1949-), Tốt nghiệp trường Đại học Văn hoá Hà Nội. Giám đốc Thư viện Quốc gia Việt Nam từ 6/2000 đến 10/2009.[3]
14. Phan Thị Kim Dung (1960-), Thạc sĩ Thư viện học, Giám đốc Thư viện Quốc gia Việt Nam từ tháng 11/2009 đến tháng 5/2015
15. Kiều Thúy Nga (1970-), Thạc sĩ Thư viện học, Giám đốc Thư viện Quốc gia Việt Nam từ tháng 6/2015 - 1/2023
16. Nguyễn Xuân Dũng (1966-), Thạc sĩ Khoa học Thư viện, Quyền Giám đốc Thư viện Quốc gia Việt Nam từ 2/2023-8/2023; Giám đốc Thư viện Quốc gia Việt Nam từ tháng 9/2023